# Buffertsystem
Ett buffertsystem, även kallat buffert eller buffertlösning om buffertsystemet är en kemikalie, består vanligtvis av en svag syra samt dess korresponderande bas i jämförbara koncentrationer, till exempel ättiksyra och något acetatsalt. Buffertsystemet gör att pH-värdet ändras väldigt lite vid tillsats av måttliga mängder av en annan syra eller bas, genom att den tillsatta syran reagerar med buffertsystemets bas respektive att den tillsatta basen reagerar med buffertsystemets syra. En buffert håller också pH-värdet ungefärligen konstant vid spädning med vatten. Buffertverkan är störst omkring syrans pKa-värde. Buffertsystem kan beskrivas matematiskt med buffertformeln.

## Buffertsystem i levande vävnad
I levande vävnad förhindrar buffertsystem kraftiga pH-omsvängningar som annars skulle leda till att vävnaden dör, eftersom kemiska reaktioner i levande varelser ofta är pH-beroende. Blod utgör ett exempel på naturliga buffertlösningar.
Eftersom buffertsystem kan reagera med både oxoniumjoner (H3O+) och hydroxidjoner (OH−), förhindrar de att halterna av dessa jonslag förändras i någon större utsträckning i till exempel människokroppens vätskor. Om en droppe koncentrerad saltsyra skulle tillsättas en liter rent vatten skulle koncentrationen oxoniumjoner stiga ungefär 10 000 gånger. Om man skulle tillsätta samma mängd saltsyra med samma koncentration till en liter blod skulle oxoniumjonkoncentrationen ändras med mindre än 1 %.
Detta visar hur effektivt buffertsystem blod har och hur viktigt det är för levande varelser. Det mänskliga blodet har ett pH-värde på 7,4; om detta värde faller under 7,0 eller överstiger 7,8 skulle ett livshotande tillstånd råda.

## Några vanliga buffertsystem
- HAc tillsammans med Ac−
- NH4+ tillsammans med NH3
- H2CO3 tillsammans med HCO3−, vilket är ett av de buffertsystem kroppen använder i blodet.[1]